# Il trucido e lo sbirro
Il trucido e lo sbirro è un film poliziesco all'italiana del 1976 diretto da Umberto Lenzi ed è interpretato da Tomas Milian nel ruolo del personaggio Er Monnezza.

## Trama
Il commissario Sarti fa evadere Er Monnezza, ladruncolo borgataro, con l'intento di farsi aiutare a rintracciare Brescianelli, un pericoloso bandito che ha rapito una bambina gravemente malata. Brescianelli, oltre ad essere latitante, ha anche cambiato i suoi connotati con un'operazione di plastica facciale.
Er Monnezza, dopo una riluttanza iniziale, decide di collaborare con la giustizia e chiama tre suoi amici rapinatori: il Calabrese, Er Cinico e Vallelunga, per aiutarlo. La ricerca del Brescianelli li porta a battere diverse piste, tra le quali quella che porta a Mara, la fidanzata di Brescianelli, e quella del Tunisino, noto spacciatore di droga. Anche grazie alle conoscenze del Monnezza negli ambienti malavitosi, il cerchio si chiude e mentre Monnezza, che si finge un pastore di pecore, trova il covo in cui la bambina è detenuta, Brescianelli e i suoi se la vedono con il commissario Sarti. Il Calabrese rimane ucciso nello scontro a fuoco, mentre Sarti con il lancio di fumogeni riesce a stanare e uccidere sia i rapitori che lo stesso Cinico, il quale intendeva appropriarsi del denaro del riscatto. Sarti salva così la bambina e la mette in salvo, poi entra nel covo e trova Monnezza ferito. Lo carica in auto e si dirige a Roma. Sarti scende dall'auto per telefonare a un medico, trova una cabina ma, quando torna in auto per prendere il portamonete, Monnezza non c'è più: l'uomo, che a bordo di un tram lancia al commissario il portafoglio che gli aveva momentaneamente sottratto, fingeva soltanto di essere ferito per non dover tornare in carcere.

## Produzione
Con questo film nasce il personaggio di Er Monnezza, ladruncolo dalla battuta volgare, figlio di un ladro e di una prostituta. Il film quindi è un primo esempio di miscuglio tra poliziottesco e commedia, anche se qui la lancetta pende prevalentemente verso il poliziottesco, tanto che la censura impose alla pellicola il divieto alla visione ai minori di 14 anni.
Il personaggio di Er Monnezza riapparirà in seguito in altre due pellicole: La banda del gobbo (1977) di Umberto Lenzi e La banda del trucido, uscito nello stesso anno e diretto da Stelvio Massi.
La vena comica del poliziottesco verrà ripresa ed ampiamente sviluppata successivamente con la saga del commissario Nico Giraldi, detto Nico Er Pirata, sempre interpretato da Tomas Milian, comprendente undici pellicole realizzate tra il 1976 ed il 1984.
Il titolo provvisorio del film durante la lavorazione era Carta bianca per un poliziotto.

## Colonna sonora
Il brano La ballata del trucido è di Giorgio Cascio.

## Distribuzione
La pellicola venne distribuita nelle sale cinematografiche il 28 agosto 1976.

## Accoglienza
Il film incassò complessivamente 509.747.000 lire dell'epoca in 603 giorni di programmazione, arrivando al 34º posto nella classifica degli incassi del 1976.